# Economia de baix carboni
L'economia de baix carboni (acrònim en anglès: LCE) o economia de baix combustible fòssil (LFFE) és un concepte referit a una economia que emet un mínim d'emissions de gas d'hivernacle (GHG) cap a la biosfera, i específicament es refereix al gas d'hivernacle diòxid de carboni.
Molts científics i l'opinió pública han arribat a la conclusió que l'acumulació de gasos amb efecte d'hivernacle (sobretot CO₂) en l'atmosfera és degut a l'activitat dels humans, i per això el clima està canviant. Les concentracions elevades d'aquests gasos estan produint un escalfament global que afecta el clima a llarg termini, i tindran conseqüències sobre la humanitat en un futur previsible. Globalment s'ha implementat aquesta economia de baix carboni, i per tant, serveix com a mitjà per evitar el catastròfic canvi climàtic, i com a antecessor d'una societat de zero emissions de diòxid de carboni i una economia d'energia renovable.
Per evitar un canvi climàtic antropogènic en el futur, totes les nacions haurien de considerar que les societats de carboni intensiu i superpoblades hauran d'arribar a societats i economies de zero emissions de diòxid de carboni. Diversos països s'han compromès a reduir els nivells de CO₂, però no de forma nul·la, i afirmen que les emissions es redueixen en un 100% per compensacions d'emissions més que cessament de tota emissió (neutralitat de carboni).

## Agricultura
El reg pot ser un dels principals components del consum energètic d'una instal·lació agrícola. En algunes parts de Califòrnia pot ser fins a d'un 90%. En una economia de baixes emissions de carboni, els equips de reg es mantindran i actualitzaran contínuament, i els camps utilitzaran més eficientment l'aigua de reg.
Els diferents cultius requereixen diferents quantitats d'energia d'entrada. Per exemple: cultius d'hivernacle, cultius de reg i fruiters requereixen una gran quantitat d'energia per mantenir-se, mentre que els cultius en fileres i cultius de camp no necessiten tant manteniment. Els hivernacles i cultius de regadiu que existeixen incorporaran les següents millores:
- Cultius d'hivernacle
- sistemes de control ambiental
- condensadors de recuperació de calor
- tancs d'emmagatzematge de calor buffer
- retenció de calor utilitzant pantalles tèrmiques
- combustibles alternatius (per exemple, residus de fusta)
- cogeneració (calor i electricitat)

- Cultius herbacis de regadiu
- Mesurament de l'emmagatzematge d'humitat del sòl per regular el reg
- variadors de velocitat en les bombes

## Ramaderia
La ramaderia també pot utilitzar una gran quantitat d'energia. Al produir l'alimentació dels animals, (com el blat de moro o la soja) es gasta energia en la seva producció i el seu transport.
Moltes activitats ramaderes utilitzen una gran quantitat d'energia per fer arribar l'aigua al seu bestiar. En una economia baixa en carboni, s'utilitzen mètodes conservacionistes de l'aigua, com recollir l'aigua de pluja, aljubs, etc. i també usant bombes d'aigua que funcionin amb energia de fonts renovables (eòlica i solar).
A causa de les instal·lacions d'electrificació rural, la majoria de l'agricultura als països desenvolupats utilitza una gran quantitat d'electricitat. En una economia de baixes emissions de carboni, les explotacions es duran a terme i s'equiparan per permetre una major eficiència energètica. La indústria lletera, per exemple, incorporaria els següents canvis:
- recuperació de calor en cubes de llet
- variadors de velocitat en motors / bombes
- recuperació de calor de l'aigua calenta de rentat
- Mesurament de l'emmagatzematge d'humitat del sòl per regular el reg
- biodigestor amb cogeneració (calor i electricitat)
- escalfament solar d'aigua
- controls remots
- banc de gel
- substituir productes químics per rentat amb aigua calenta

## Caça i Pesca
La pesca utilitza molta energia. Les millores de la tecnologia de recuperació de calor en la refrigeració i de la xarxa d'arrossegament seran comuns en una LCE.

## Repoblació
En LCE, les repoblacions es focalitzaran en pràctiques de baix impacte i rebrot. Els encarregats de la repoblació s'asseguraran de no alterar massa les reserves de carboni presents en el sòl. Granges amb arbres especialitzats seran la font principal de molts productes. Varietats d'arbres de maduració ràpida creixeran i s'alternaran les plantacions per maximitzar la producció.

## Mineria
Cremar o ventilar gas natural en dipòsits petroliers és una significativa font de gas d'hivernacle. La contribució de gas d'hivernacle ha declinat des d'un màxim el 1970 de 110 tones mètriques/any i ara aporta el 0,5% de tot el diòxid de carboni d'origen antropomòrfic emès. El Banc Mundial estima que 100 milions de metres cúbics de gas natural són cremats o ventilats per any. És l'equivalent al gas consumit en un any per Alemanya i França o dues vegades el consumit per Àfrica. I equival a una quantitat consumida al planeta durant 20 dies. Aquesta crema està concentrada en pocs països: 10 països emeten el 75%, i 20 el 90%. Les majors cremes es donen al delta del Níger, a Nigèria. Els principals contribuents són (en ordre decreixent): Nigèria, Rússia, Iran, Algèria, Mèxic, Veneçuela, Indonèsia i Estats Units.

## Serveis de transport
- Mitjans de propulsió més eficients.
- Incrementar el focus en vehicles amb configuracions o formes més eficients, anar cap a una major electrificació del vehicle, particularment vehicles híbrids endollables.
- Vehicles més alternatius i mes flexfuel (combustible flexible), basats en condicions locals i disponibilitat.
- Educació als conductors en una conducció més eficient.
- Biocombustibles cel·lulòsics baixos en carboni (biodièsel, bioetanol, biobutanol).

- El combustible d'origen petrolier tindrà un cost més substancial en els consumidors.
- Menys comerç internacional d'objectes físics, malgrat un major comerç global mesurat en el valor de béns.
- Major ús de transport marítim i ferroviari, i menys vehicles i vols.
- Augmentar el transport públic i la bicicleta i disminuir la dependència de vehicles privats.
- Més canonades amb gran capacitat de transport de fluids comercials com l'aigua, l'etanol, el butà, el gas natural, el petroli i l'hidrogen.[9][10][11]

## Protocol de Kyoto
El pas més significatiu cap a una economia de baix carboni (LCE) va ser la signatura del protocol de Kyoto el 16 de febrer del 2005, en el qual els països més industrialitzats van decidir reduir les seves emissions -a excepció dels EUA que no va signar el tractat-.

## Països

### Costa Rica
Costa Rica obté la majoria de la seva energia de fonts renovables, a part té un compromís de reforestació. En 2007 el seu govern va declarar que el país tindria neutralitat de carboni. Per al 2021 s'espera que es redueixin els nivells de contaminació

### Islàndia
Islàndia va començar a utilitzar energies renovables des de principis del segle xx, i és considerada una LEC. De qualsevol manera el seu consum d'energia per capita va créixer amb l'economia. Des de 2009 la major part de l'energia consumida prové de l'energia geotèrmica i l'energia hidroelèctrica, ambdues renovables.
I des de 1999 proveeix el 70% de l'energia d'Islàndia i el 99.9 de l'electricitat consumida. Per tant, Islàndia té un consum d'energia de baix carboni, 62% inferior al dels EUA, malgrat usar més energia primària, ja que és renovable, il·limitada i sense cost per als islandesos. El país busca la neutralitat de carboni. I espera usar un 100% d'energia renovable pel 2050 i aconseguir combustible d'hidrogen per mitjà de renovables.

### Austràlia
Austràlia ha començat a implementar mesures en direcció a una LCE, encara que no s'ha esmentat la neutralitat de carboni. En el 2001 el govern es va comprometre a reduir entre un 5-15% les emissions. El govern de Howard ha introduït l'esquema Mandatory Renewable Energy Target (MRET), perquè l'any 2020 el 20% de l'energia sigui energia renovable.
Els negocis amb neutralitat de carboni no s'incentiven, són voluntaris. Existeixen companyies de compensació de carboni sobre la base d'accions de baix impacte en el cicle de vida. El Carbon Reduction Institute és un proveïdor de compensació que va fer un directori (Low Carbon Directory) per promoure l'objectiu.

### Xina
A la Xina, la ciutat de Dongtan s'ha de construir amb l'objectiu de tenir zero emissions netes de gasos amb efecte d'hivernacle.

### Regne Unit
Al Regne Unit, es va crear una llei de Canvi Climàtic que va esbossar un marc per a una transició cap a una LCE, transformat en llei el 26 de novembre del 2008. La legislació requereix una retallada del 80% de les emissions de carboni del Regne Unit pel 2050 (sobre la base dels nivells de 1990), amb un objectiu intermedi de reducció entre un 26% a 32% pel 2020. Així el Regne Unit es va convertir al primer país a legislar una llei, amb ampli marge i significativa reducció de les seves emissions.
Una reunió de la Royal Society el 17-18 de novembre del 2008, va concloure en un enfocament integrat, fent ús de les millors tecnologies a mà, per redireccionar l'economia a una de LEC. Va ser suggerit pels participants que és possible adreçar cap a una LCE en poques dècades, però que "cal una urgent i sostinguda acció en diversos fronts"

### EUA
Llei d'Economia de Baix Carboni.

### Ciutats
Diverses companyies estan planejant desenvolupaments a gran escala sense l'ús de combustibles fòssils. Plantes de desenvolupament com Word Wide Assets LLC per a ciutats senceres, usant únicament energia geotèrmica per a electricitat, també dessalinització geotèrmica, i emprant tots els tipus de reciclat per a l'aigua i residus estan en desenvolupament (2006) a Mèxic i Austràlia.

## Educació
- La Universitat d'Edinburg té Gestió de Carboni.[23]
- La Universitat d'East Anglia té MBA en Gestió estratègica de Carboni.